# Scoloplos depoorteri
Scoloplos depoorteri är en ringmaskart som beskrevs av Jeldes och Lefevre 1959. Scoloplos depoorteri ingår i släktet Scoloplos och familjen Orbiniidae. Inga underarter finns listade i Catalogue of Life.